# 志免本通郵便局
志免本通郵便局（しめほんどおりゆうびんきょく）は福岡県糟屋郡志免町にある郵便局である。民営化前の分類では無集配特定郵便局であった。

## 概要
住所：〒811-2202 福岡県糟屋郡志免町志免2-1-19
糟屋郡志免町の中心部に立地している。2005年（平成17年）12月までの所在地は現在地近くの志免1-3-48であった。
2001年（平成13年）10月まで、志免町中心部の志免古賀前（住居表示実施後は志免1-3-48）には、集配普通郵便局の志免郵便局が設置されており、郵便物集配業務のほか窓口業務も行っていた。糟屋郡南部地域の郵便物集配体制の再編のため、10月15日付で同局が志免町南部の田富伊賀杭162-1に局舎を拡張新築して移転し、粕屋南郵便局となることに伴い、志免町中心部の利便性を維持する観点から、同日付で旧志免局の局舎を活用し無集配特定郵便局として当局が開設されることとなったもの。
その後、旧志免局の局舎は窓口業務のみを行う局としては過大で、老朽化も進んでいたことから、県道68号線沿いに約200m南東の志免2-1-19に現局舎を設置し、2005年（平成17年）12月26日付で移転した。現局舎は福岡銀行志免支店や西日本シティ銀行志免支店とも近接している。

## 沿革
- 2001年（平成13年）10月15日 - 志免郵便局の移転に伴い、旧局舎を活用して開設[2]。
- 2005年（平成17年）12月26日 - 志免2-1-19に移転[3]。
- 2007年（平成19年）10月1日 - 民営化。
- 2012年（平成24年）10月1日 - 日本郵便株式会社発足。

## 取扱内容
集配業務は行わず、窓口業務のみ行う。
- 郵便、印紙、ゆうパック、内容証明
- 貯金、為替、振替、振込、国債
- 生命保険、バイク自賠責保険
- ゆうちょ銀行ATM

## 周辺
- 志免町立志免東小学校

## アクセス
- 西鉄バス 志免停留所下車
- 駐車場あり: 4台
  - 旧局舎も敷地は比較的狭隘で、駐車場スペースは限られていた[4]。